# Nicéphore Soglo
Nicéphore Dieudonné Soglo (n. 29 de noviembre de 1934), funcionario público y político, presidente de Benín entre 1991 y 1996. Hasta 2015 fue alcalde de Cotonú.
Estudió derecho y economía en la Universidad de París. Regresó en 1965 a Benín, siendo designado inspector de Hacienda por su primo, el coronel Christopher Soglo. Ministro de Finanzas y Asuntos Económicos (1967-1968). Fue encargado por el gobierno de Mathieu Kerekou a negociar préstamos para el Estado con el Fondo Monetario Internacional y el Banco Mundial
En 1990 fue elegido primer ministro, en el proceso de apertura que inició la dictadura de Kerekou, y se presentó en las elecciones presidenciales, triunfando contra Mathieu Kérékou con un 67%. Mantuvo el liderazgo del país y del Partido del Renacimiento de Benín, que en 1994 pasó a ser liderado por Rosine Soglo, su esposa, para preocuparse de restablecer la devastada economía nacional. En las elecciones presidenciales de 1996 logró mayor cantidad de votos en primera vuelta, pero en la segunda fue vencido por Kerekou. En 2001 obtuvo segundo lugar en primera vuelta, pero acusó de fraude electoral al Kerekou y no participó de la segunda ronda electoral. Se retiró y en 2008 fue elegido alcalde de Porto Novo.
| Predecesor: Mathieu Kérékou | Presidente de la República de Benín 1991-1996 | Sucesor: Mathieu Kérékou |

- Datos: Q336218
- Multimedia: Nicéphore Soglo / Q336218